# 코스타스 엘레프테라키스
코스타스 엘레프테라키스(그리스어: Κώστας Ελευθεράκης, 1950년 7월 18일 ~)는 은퇴한 그리스의 축구 미드필더이다. 그의 별칭은 "사슴" (το ελάφι) 이었다.
1964-65 시즌, 그는 베타 에트니키의 포스티라스에서 데뷔하였다. 1968년, 그는 나중에 파나티나이코스에 합류해 아약스와의 1971 유러피언컵 결승전을 웸블리 스타디움에서 치렀다. 그는 2골을 득점해 같은 대회의 결승행을 도왔다.
경기 후,레알 마드리드 뿐만 아니라 에버턴도 그의 영입에 관심을 가지게 했다. 레알 마드리드는 상상할 수 없는 (사상 최초로) 35,000,000 드라크마를 코스타스 엘레프테라키스에 제의했었다. 그러나 그리스 군사 정권에 의해 임명된 코스타스 아슬라니디스 체육부 장관 비서는 그의 이적을 방해하였다. 이후 나중에 같은 일이 에버턴에게 발생했는데, 1970년대 초, 그리스 국가대표팀 사령탑이었던 빌리 빙업을 통해 이적에 근접했었다.
그는 세게 XI로 초대되어 활약했다.
그는 1977년 5월에 부상당해 6달간 경기에서 활동하지 못하였다. 그는 이후로 완전한 기량을 회복하지 못하였다. 5년 후, 그는 축구에서 은퇴하였고, 그 전에 그는 AEK 소속으로 1980-81 시즌에 또 우승을 거두었다. 그는 포스티라스에서 활약하다 프로 경력을 마쳤다.
그는 총 331번의 알파 에트니키 경기에 출전하였고, 이 중 308번을 파나티나이코스 소속으로 출전하였으며, 88골을 넣었다.
엘레프테라키스는 1969년부터 1977년까지 그리스 국가대표팀 경기에 34번 출전했다.